# 조직심리학
조직심리학(組織心理學)은 응용심리학의 한 분야이다.